# Ardra
Ardra war ein Königreich in der heutigen Republik Benin nördlich vom Königreich Allada. Die Hauptstadt war Allada, die Amtssprachen des Königreiches waren Aja und Fon.
Im 12. oder 13. Jahrhundert gesellten sich zu den Fon die Adja und stellten die Herrscher.
Um 1610 wurde in Allada die Fon-Herrscherdynastie abgesetzt und Hunungungu aus der Adja-Dynastie von Ardra wurde eingesetzt. Der König verstarb früh und Allada wurde Teil von Ardra. Um Unruhen zu vermeiden, wurde die Hauptstadt nach Allada verlegt.
Um 1620 starb König Gangnihessou im Kampf um Abomey. Nach seinem Tod wurde das Reich unter seinen Brüdern aufgeteilt. Kokpon erhielt die Hauptstadt von Groß-Ardra, Allada. Do-Aklin erhielt Abomey und gründete das Königreich Dahomey.
Te-Agdanlin erhielt Klein-Adra und gründete die Stadt Ajatche.